# Décembre 1797

## Événements
- 18 décembre (7 décembre du calendrier julien) : création d’une « banque de secours » pour la noblesse, qui consent des prêts sur 25 ans à 6 %[1].

## Naissances
- 3 décembre : Andrew Smith, médecin-militaire et zoologiste britannique († 11 août 1872).
- 13 décembre : Heinrich Heine († 17 février 1856).
- 17 décembre :
  - Joseph Henry, (meurt en 1878), est un physicien américain qui découvrit l'auto-induction et le principe de l'induction électromagnétique des courants induits.
  - Richard Cheslyn, joueur de cricket amateur anglais († 29 décembre 1858)
- 23 décembre : Adrien de Jussieu (mort en 1853), botaniste français.
- 26 décembre : Johann Nepomuk Stephan von Sacher naturaliste autrichien († 10 septembre 1874).

## Décès
- 23 décembre : Frédéric-Eugène, quatorzième duc de Wurtemberg (1732-1797)
- 24 décembre : François-Marie-Isidore Queverdo, peintre dessinateur et graveur français (° 2 février 1748).
- 30 décembre : David Martin, peintre et graveur britannique (° 1er avril 1737).